# یائیر رودریگز
یایر رودریگز (انگلیسی: Yair Rodríguez؛ زادهٔ ۶ اکتبر ۱۹۹۲) ورزشکار هنرهای رزمی ترکیبی و تکواندوکار اهل مکزیک است. وی از سال ۲۰۱۱ میلادی تاکنون مشغول فعالیت بوده‌است.